# Jiří Pála
Jiří Pála (* 21. června 1956) je bývalý český fotbalista, obránce.

## Fotbalová kariéra
V československé lize hrál za Baník Ostrava. Nastoupil v 5 ligových utkáních. Gól v lize nedal. Ve druhé nejvyšší soutěži hrál za VOKD Poruba.

## Ligová bilance
| Ročník                                   | Zápasy | Góly | Minuty | Klub          |
| ---------------------------------------- | ------ | ---- | ------ | ------------- |
| 1. československá fotbalová liga 1977/78 | 5      | 0    | 381    | Baník Ostrava |
| Česká národní fotbalová liga 1978/79     | –      | –    | –      | VOKD Poruba   |
| Česká národní fotbalová liga 1979/80     | –      | –    | –      | VOKD Poruba   |
| Česká národní fotbalová liga 1980/81     | –      | –    | –      | VOKD Poruba   |
| Česká národní fotbalová liga 1981/82     | 26     | 2    | –      | VOKD Poruba   |
| Česká národní fotbalová liga 1982/83     | 23     | 2    | –      | VOKD Poruba   |
| Česká národní fotbalová liga 1983/84     | 25     | 1    | –      | VOKD Poruba   |
| Česká národní fotbalová liga 1984/85     | 21     | 0    | –      | VOKD Poruba   |
| Česká národní fotbalová liga 1985/86     | 23     | 0    | –      | VOKD Poruba   |
| Česká národní fotbalová liga 1986/87     | 17     | 1    | –      | VOKD Poruba   |
| CELKEM 1. liga                           | 5      | 0    | 381    |               |